# Rehoboth (thuisland)
Rehoboth, Basterland of Baster gebiet was van 1979 tot 1989 een bantoestan in het toenmalige Zuidwest-Afrika, het tegenwoordige Namibië. De bantoestan gold als het thuisland voor de Basters, een Afrikaanstalige gemeenschap van gemengde Khoisan en Nederlandse afkomst. Het was vernoemd naar de hoofdstad Rehoboth, dat op zijn beurt weer vernoemd was naar de Bijbelse waterput Rechobot.
De bantoestan werd vlak voor de onafhankelijkheidsverklaring van Namibië opgeheven.